# Summer Moved On
Pistes de Minor Earth Major Sky
Velvet The Sun Never Shone That Day
Summer Moved On est une chanson de A-ha qui est resté leur seul single sur une période de 6 ans. L'album dont elle est extraite, Minor Earth Major Sky, est sorti en France le 17 avril 2000. Cette chanson a d'abord été écrite pour le concert du Prix Nobel de la paix en 1998.